# 圖伯特
圖伯特（穆麟德轉寫：Tubet，1754年—1823年），乳名圖克善（牛犢之意），伊拉里（穆麟德轉寫：Ilari）氏，清朝錫伯部軍官，官至領隊大臣。任錫伯營總管期間主持修建了察布查爾大渠。
圖伯特1754年（乾隆十九年）生於盛京（今沈阳）北郊，1764年（乾隆二十九年）隨父母自盛京西遷，移住伊犁。1769年（乾隆三十四年）編入锡伯营正藍旗。1773年（乾隆三十八年）应试，選為披甲。后逐级擢升。1790年（乾隆五十五年）任鑲藍旗驍騎校，1792年（乾隆五十八年）任正黃旗佐領。1798年（嘉庆三年）任錫伯營副總管，1799年（嘉庆四年）任锡伯营總管。1802年（嘉庆七年）十月至1808年間，组织锡伯族民众，主持修建察布查爾大渠，引伊犁河水灌田。渠深一丈宽三丈，长二百余里，灌地七万余亩，受清朝政府嘉奖。1809年（嘉庆十四年），进京朝觐，图形紫光阁。1811年任塔爾巴哈台領隊大臣，1817年卸任。1823年（道光三年）逝世。
目前察布查爾縣有圖伯特紀念館。